# Mittelstraße (Parchim)

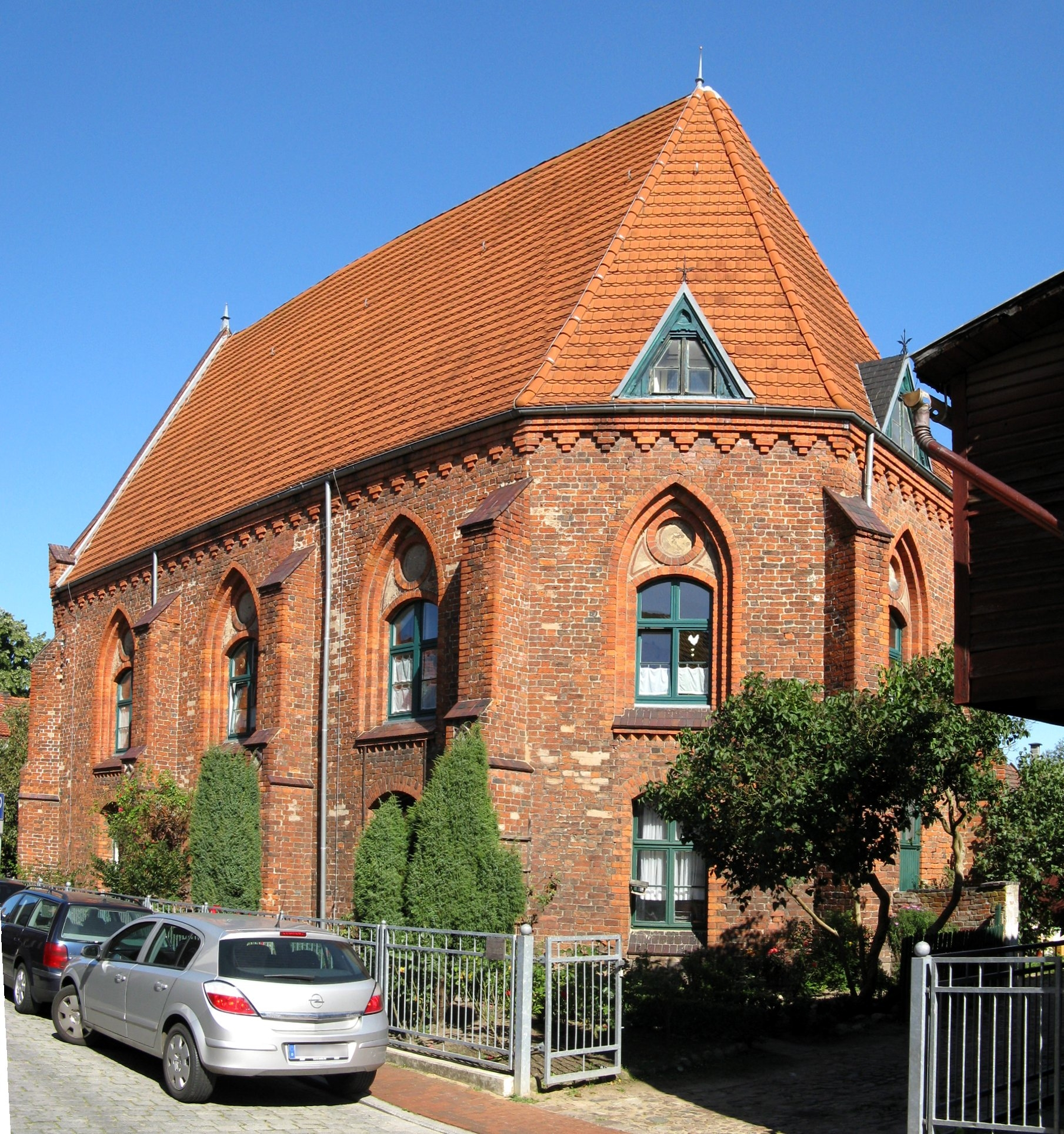
Bartholomäus-Kapelle

Die historische Mittelstraße in Parchim führt in der östlichen Altstadt in West-Ost-Richtung vom Alten Markt / Schuhmarkt / Am Rathaus zur Alten Mauerstraße.

## Nebenstraßen

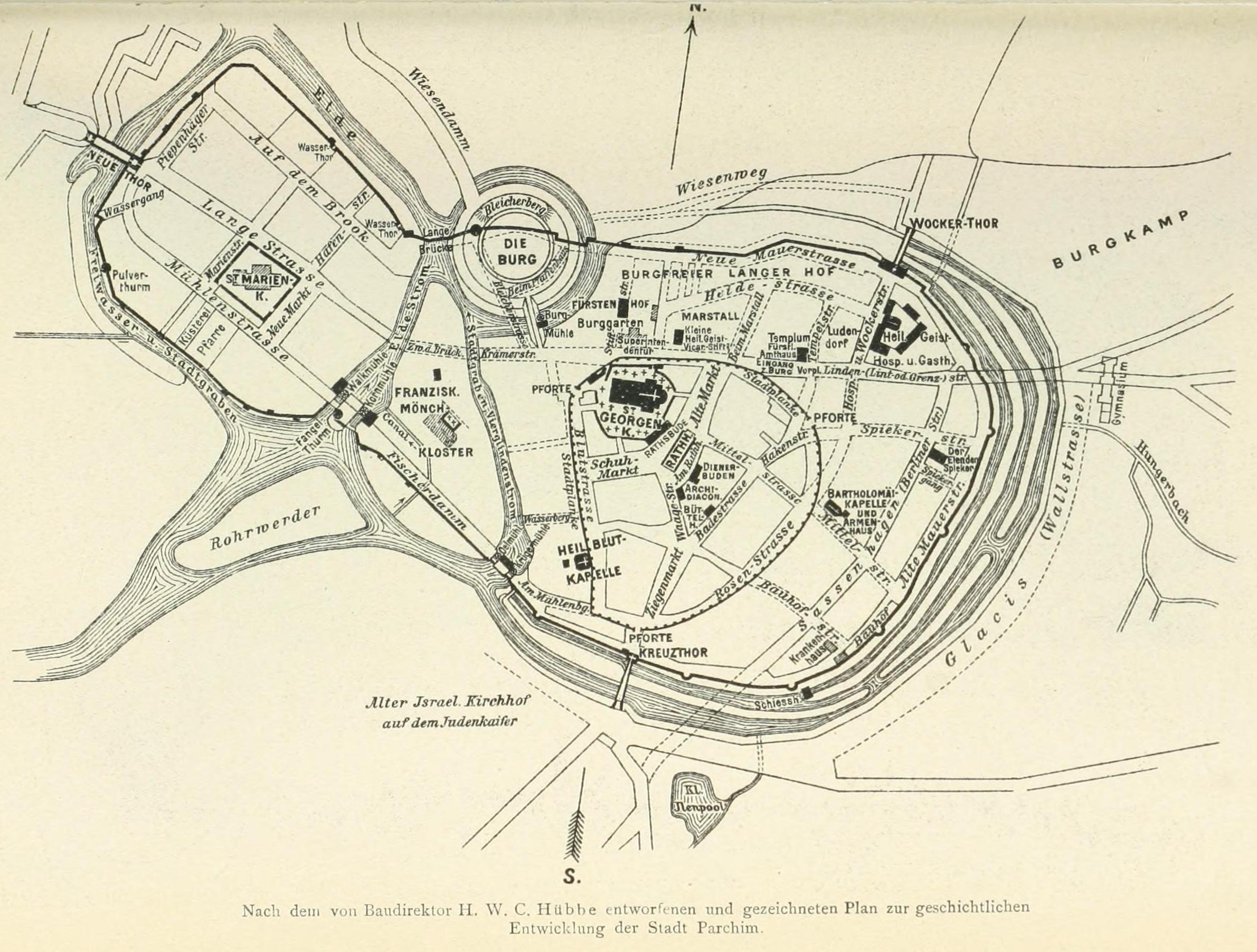
Parchim im Mittelalter

Die Nebenstraßen und Anschlussstraßen wurden benannt als Alter Markt, Schuhmarkt, Am Rathaus seit um 1829 nach der Laage am Rathaus (früher Dienerstraße nach den Ratsdienern) Badestraße nach dem Beruf der Bader, Hakenstraße nach den Hökern als Kleinhändler, Rosenstraße nach den Blumen, Auf dem Sassenhagen nach den Sassen als Grundbesitzer in einem eingehegten Hag (niederdeutsche, westfälische  Bezeichnung wie hagen) und Alte Mauerstraße nach ihrer Lage an der früheren Stadtmauer von 1310.

## Geschichte

### Name
Die Mittelstraße wurde nach ihrer Lage im mittelalterlichen Zentrum innerhalb der damaligen inneren Stadtmauer um die Altstadt benannt.

### Entwicklung

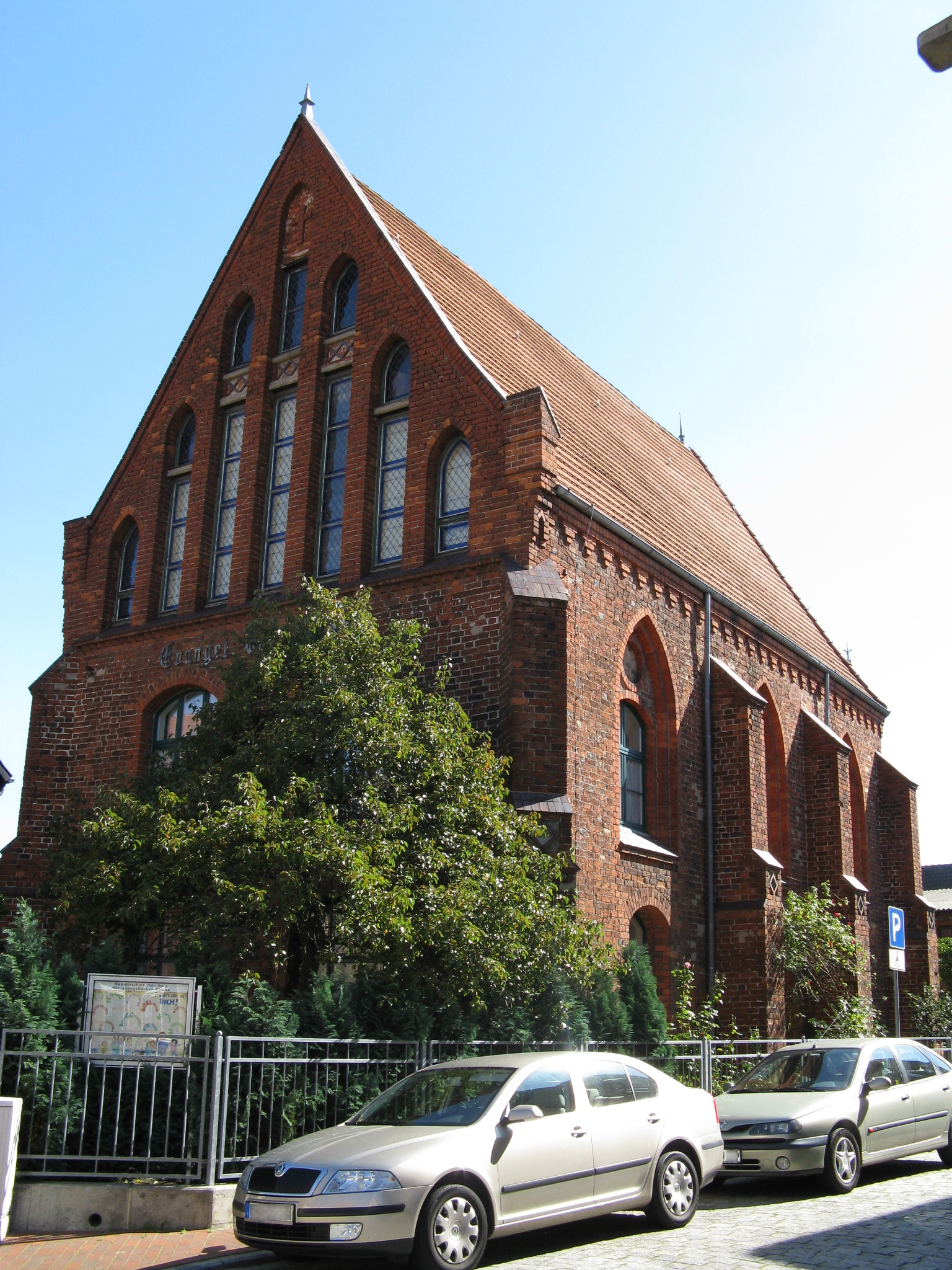
Nr. 3: Bartholomäuskapelle

Im Frühmittelalter bestand eine slawische Siedlung. 1170 wurde die Burg erwähnt, in der von 1238 bis 1248 der Landesfürst residierte. 1282 schlossen sich die alte Stadt und die Neustadt von 1240 zusammen. 1289 brannte ein Teil der Altstadt ab. Die Mittelstraße war im Mittelalter eine wichtige Straße im Kern der Altstadt, die im 14. Jh. bis zur neuen Stadtmauer verlängert wurde. Die Bartholomäuskapelle von 1349, später auch Alte Kirche genannt, wurde im gotischen Stil gebaut. 1612 vernichtete ein weiterer Brand große Teile der Stadt. Um 1588 wurde das Fachwerk-Giebelhaus (Nr. 12/13) errichtet.
Ab 1991 wurde die historische Altstadt und so auch die Straße und ihre Häuser im Rahmen der Städtebauförderung zumeist saniert.

## Gebäude, Anlagen (Auswahl)
An der Straße stehen zumeist zwei- und dreigeschossige, traufständige Wohnhäuser mit Satteldächern. Die mit (D) gekennzeichneten Häuser stehen unter Denkmalschutz.
- Am Rathaus, Ecke Mittelstraße: 3-gesch. Wohn- und Geschäftshaus mit Café
- Alter Markt Nr. 12, Ecke Mittelstraße: 3-gesch. verputztes Wohn- und Geschäftshaus (D) mit Mezzaningeschoss
- Nr. 3: Gotische einschiffige Bartholomäuskapelle (auch Alte Kirche genannt) von 1349, Backsteingotik im Kern erhalten aber durch Umnutzungen u. a. nach der Reformation als Armenhaus 1829 als Kornspeicher und ab 1893 als Herberge zur Heimat stark verändert[3], von 1920 bis 2016 Evangelisches Vereinshaus
- Nr. 4: 2-gesch. verklinkertes Wohnhaus
- Nr. 7: 2-gesch. ehem. Speicher (D)
- Nr. 9: 2-gesch. Wohnhaus (D), evtl. abgerissen
- Nr. 10: 2-gesch. Wohn- und Bürohaus mit Praxiszentrum
- Nr. 12: 3-gesch. Wohnhaus von 1588 (D), Fachwerkhaus an der Ecke zur Rosenstraße als giebelständiger Hochständerbau mit bündigem Giebel mit Speichernutzung, im 17. Jahrhundert (Inschrift 1667) Einzug von Decken und barocker Umbau zur Wohnnutzung, um oder vor 1829 Trennung von Haus Nr. 13[4] langer Leerstand
- Nr. 13: 2-gesch. Wohnhaus (D), siehe bei Nr. 12, ab vor oder um 1829 eigenständiges Haus, langer Leerstand
- Nr. 16: 2-gesch. Wohnhaus (D), Fachwerkhaus